# Eitel Friedrich
Eitel Friedrich, auch Eitelfriedrich, ist ein deutscher männlicher Vorname. Er kommt auch in den Formen Eitel Fritz und Eitelfritz vor.
Er war gebräuchlich vor allem im Haus Hohenzollern (deutsches Adelsgeschlecht/Dynastie des Hoch- und Uradels).

## Bedeutung
Der Namensteil „Eitel“ bedeutet „nur“, „Eitel Friedrich“ also „Friedrich ohne Zweitnamen“. Trotz dieser Bedeutung wurde der Name teilweise mit einer langen Reihe anderer Vornamen kombiniert.

## Bekannte Namensträger
- Eitel Friedrich I. (Hohenzollern) (~1384–1439), Graf von Hohenzollern
- Eitel Friedrich II. (Hohenzollern) (1452–1512), Graf von Hohenzollern
- Eitel Friedrich III. (Hohenzollern) (1494–1525), Graf von Hohenzollern
- Eitel Friedrich IV. (Hohenzollern) (1545–1605), Graf von Hohenzollern-Hechingen
- Eitel Friedrich von Hohenzollern (1582–1625), Kurienkardinal und Bischof von Osnabrück
- Eitel Friedrich II. (Hohenzollern-Hechingen) (1601–1661), Fürst von Hohenzollern-Hechingen und kaiserlicher General
- Eitel Friedrich von Preußen (1883–1942), Sohn Kaiser Wilhelms II. und Königlich Preußischer Generalmajor
  - Prinzessin Eitel Friedrich, Bezeichnung für Sophie Charlotte von Oldenburg (1879–1964), dessen Gemahlin
- Karl Eitel Friedrich Zephyrinus Ludwig von Hohenzollern-Sigmaringen (1839–1914), König von Rumänien, siehe Karl I. (Rumänien)

- Eitel-Friedrich Kentrat (1906–1974), deutscher Marineoffizier
- Eitel-Friedrich Roediger Freiherr von Manteuffel (1895–1984), deutscher Luftwaffengeneral
- Eitel-Friedrich von Rabenau (1884–1959), deutscher evangelischer Theologe und Pastor
- Eitel-Friedrich Rissmann (1906–1986), deutscher Internist und Infektiologe
- Eitelfriedrich Thom (1933–1993), deutscher Dirigent und Musikwissenschaftler